# 第二新卒
第二新卒（だいにしんそつ）とは、学校等を卒業して一旦就職したが、短期間（主に1年未満〜3年）のうちに転職を志す者のこと。「第二新卒者」とも称す。

## 希望者側の動機
一旦就職した者が第二新卒として再び就職活動をする動機は様々であるが、一般的には以下のようなものがある。
- 新卒採用において本命としていた企業が不採用、あるいは内定取り消しとなり、第二新卒として早期の転職を考えている。
- 「なんとなく」等の漠然とした目的で就職先を決定したが、しばらく働いている内に就職先と異なる特定の業界や企業に就職したいと考えるようになった。
- 新卒入社時に、そうとは知らずにブラック企業に入社してしまった。または、ブラック企業であることを事前に知っていたが、将来転職することを前提にやむを得ず入社した。

## 企業側の採用の動機
企業にとって第二新卒者は通常の中途採用者のように「研修不要の即戦力」となる事はあまり無いが、それでも第二新卒者を採用するメリットには以下のようなものがある。
- 以前の勤務先で新入社員研修等を受けているので、社会人として必要なビジネスマナー等を身に付けている。
- 通常の中途採用者に比べて若く、また特定の企業文化の影響を強く受けていない。

## 企業側の注視する点
志望者は「研修不要の即戦力」となる事はあまり無く、そのためCSRの一環として、また新卒早期離職者の代替要員として捉えられる。
基本的に選考の倍率は高く、志望者の多くは忍耐力の欠如等、精神的未成熟な人材である可能性が高いとして選考がなされる事が多い。
選考において、離職した理由を問われる事が多いのはそのためである。
よって、新卒と比較し、新卒入社の同年代と、同等あるいはそれ以上の能力（成長可能性）が高い事、加えて高いストレス耐性等、精神的な強さが注視される。